# Fiera Internazionale di Messina

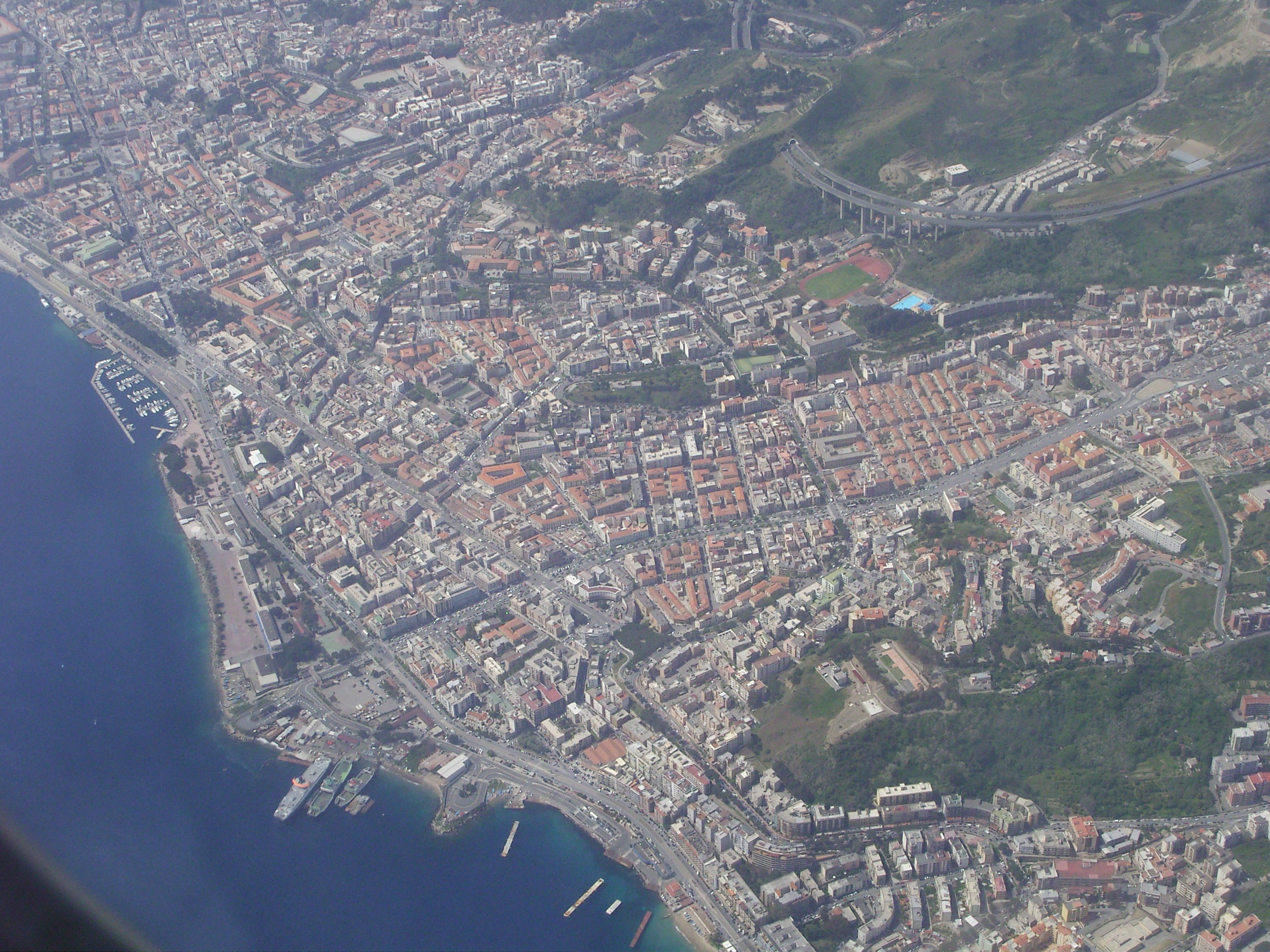
Area della Nuova Fiera di Messina vista dall'aereo

La Fiera Internazionale di Messina è stata una storica fiera campionaria internazionale.

## Storia
Istituita da Federico III di Sicilia nel 1296, si teneva anticamente nel "piano" tra porta Reale e la chiesa di S. Francesco di Paola, a nord della cinta muraria cittadina.
La fiera, paradigma di una città votata per natura e per posizione al commercio, ebbe fortuna nel corso dei secoli, toccando il proprio apice nel XV secolo. Con la decadenza seguita alla rivolta antispagnola della città del 1674-1678, la fiera stenta a decollare fino a quando, con l'Unità d'Italia, negli ultimi decenni del XIX secolo, l'apertura del canale di Suez riporta Messina al centro delle rotte mediterranee, segnando un momento felice anche per l'istituzione fieristica.
Il terremoto del 1908 cancella anche questa importantissima istituzione messinese che rivede la luce nel 1934, quando la Fiera rinasce, provvisoriamente, nei locali del Liceo classico "Maurolico". Nel 1938 il regime fascista pone la prima pietra della nuova Fiera di Messina, trasformata in Fiera delle attività economiche siciliane, nel luogo dove essa sorge ancor oggi, il grande giardino a mare dell'ex "Chalet" (su un'estensione di oltre 50.000 m²).
Concepiti nell'insieme come "una corte aperta verso il mare", i sedici padiglioni della Fiera vennero duramente bombardati nel corso del secondo conflitto mondiale. 
La Fiera si riorganizza a tempo di record e riapre nel 1946, divenendo nel frattempo Ente autonomo. Nel corso dei decenni fino ad oggi, la Fiera vede gli interventi decisivi di importanti architetti italiani come Filippo Rovigo e Vincenzo Pantano.
Nel 2012 viene sciolto dalla Regione Siciliana l'Ente autonomo fiera di Messina per una gravissima situazione debitoria. L'ultima campionaria internazionale si è svolta così nel marzo 2013.
La cittadella fieristica, di proprietà comunale, nel 2016 è stata messa a bando per una durata ventennale con un canone annuale di circa 473.000 euro per l’area in concessione, e prevedendo una clausola di salvaguardia per i dipendenti dell’ex Ente Fiera, ma la gara è andata deserta.
La sede dell'ex fiera è stata smantellata   e diventerà il prolungamento della Passeggiata a mare.